# Jean-Marie Cliquet de Fontenay
 (juin 2024).
Jean-Marie Cliquet, comte de Fontenay (né à Dunkerque le 10 mars 1754, mort à Bourges le 13 octobre 1824), est un prélat et homme politique français.

## Biographie
Son père était armateur à Dunkerque. Après des études théologiques dans la congrégation de Saint-Sulpice, il est chanoine, puis grand-vicaire de Chartres.
Il émigre au début de la Révolution française, et revient en France en 1802. Il est alors nommé vicaire général de Bourges, alors que Marie-Charles-Isidore de Mercy est archevêque. En 1817, le roi Louis XVIII le nomme à l'évêché du Puy, puis à celui de Nevers mais il est désigné comme archevêque de Bourges en 1820 avant d'être consacré. Il est créé Pair de France 20 mars 1824, mais décède à Bourges la même année.